# Best! Morning Musume 2
„Best! Morning Musume 2“ е вторият сборен албум на японската група Morning Musume издаден на 31 март 2004 година от Zetima Records. Албумът достига 4-та позиция в японската класацията за албуми. Албумът е с общи продажби от 180 897 копия в Япония.

## Списък с песните
1. „Go Girl: Koi no Victory“ (Go Girl: 恋のヴィクトリー)
2. „Do It! Now“
3. „Koko ni Iruzee!“ (ここにいるぜぇ!)
4. „Ai Araba It's All Right“ (愛あらばIt's All Right)
5. „The Peace!“ (ザ☆ピース!)
6. „Mr. Moonlight: Ai no Big Band“ (Mr.Moonlight: 愛のビッグバンド)
7. „Shabondama“ (シャボン玉)
8. „Sōda! We're Alive“ (そうだ！We're Alive)
9. „As for One Day“
10. „Morning Musume no Hyokkori Hyōtanjima“ (モーニング娘。のひょっこりひょうたん島)
11. „Dekkai Uchū ni Ai ga Aru“ (でっかい宇宙に愛がある)
12. „Yah! Aishitai“ (Yah!愛したい!)